# ان‌جی‌سی ۴۲۰۶
ان‌جی‌سی ۴۲۰۶ (انگلیسی: NGC 4206) نام یک کهکشان مارپیچی در صورت فلکی دوشیزه است.